# Younoussi Touré

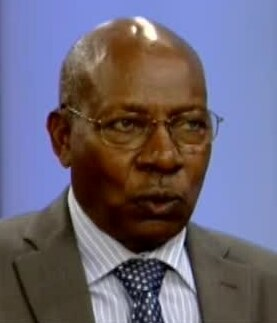
Younoussi Touré (2013)

Younoussi Touré (* 27. Dezember 1941 in Niadougou, Kreis Niafunké; † 17. Oktober 2022 in Paris) war ein malischer Politiker (Union pour la République et la Démocratie (URD)).

## Biografie
Nach dem Schulbesuch in Niafunké von 1947 bis 1953, der Sudanesischen Handwerkschule (École des artisans soudanais) bis 1955 sowie der École Normale von Sévaré (1956 bis 1960) und der École Normale von Katibougou bis 1962 beendete er seine schulische Ausbildung 1964 am Lycée Askia Mohamed. Im Anschluss daran absolvierte er zunächst ein Studium an der Université Cheikh Anta Diop de Dakar sowie der Technischen Schule der Banque de France, das er mit einem Studiendiplom in Wirtschaftswissenschaften abschloss.
Nach seiner Rückkehr nach Mali wurde er 1970 Mitarbeiter der Malischen Zentralbank, in der er schließlich von 1983 bis 1984 zum Generaldirektor aufstieg. Nach der Rückkehr seines Heimatlandes in das Währungssystem des CFA-Franc BCEAO 1984 wurde er Nationaler Direktor der Westafrikanischen Zentralbank (Banque Centrale des Etats de l’Afrique de l’Ouest) (BCEAO).
Am 9. Juni 1992 wurde er als Nachfolger von Soumana Sacko durch Präsident Alpha Oumar Konaré zum Premierminister ernannt und übte dieses Amt bis zu seinem Rücktritt am 12. April 1993 rund zehn Monate aus und wurde dann durch den früheren Direktor der Verwaltungshochschule ENA Abdoulaye Sékou Sow abgelöst. Danach war er zwischen 1993 und 1995 Sonderberater des Präsidenten der BCEAO.
Am 30. Januar 1995 wurde er Mitglied der sechsköpfigen Kommission der 1994 gegründeten Westafrikanischen Wirtschafts- und Währungsunion (UEMOA) und behielt dieses Amt bis 2003. Mitte 2003 gehörte er neben dem langjährigen Minister Soumaïla Cissé zu den Mitbegründern der Partei Union pour la République et la Démocratie (URD) und wurde deren Präsident, da Cissé dieses Amt wegen seiner Position als Präsident der Kommission der UEMOA nicht ausüben darf. Bei den Kommunalwahlen am 30. Mai 2004 erreichte seine UDR bereits 14 Prozent der Wählerstimmen.
Bei den Wahlen zur Nationalversammlung wurde er neben zwölf weiteren Politikern bereits im 1. Wahlgang am 1. Juli 2007 auf der Liste der URD für den Wahlkreis Niafunké zum Abgeordneten gewählt. Bei der Konstituierung der Nationalversammlung im September 2007 erfolgte seine Wahl zum Ersten Stellvertretenden Parlamentspräsidenten und damit zum direkten Vertreter von Parlamentspräsident Dioncounda Traoré.
Für seine politischen Verdienste wurde er zum Großoffizier des Nationalordens von Mali (Ordre National du Mali) und zum Offizier der französischen Ehrenlegion (Légion d'Honneur Française) ernannt.

## Veröffentlichungen
- "La reforme du systeme monetaire international et les pays africains", Bamako 1975